# Verrucocythereis
Verrucocythereis is een geslacht van kreeftachtigen uit de klasse van de Ostracoda (mosselkreeftjes). Er is nog onduidelijkheid over de taxonomische indeling van dit geslacht ('incertae sedis').

## Soort
- Verrucocythereis bulbuspinata (Uliczny, 1969) Ruggieri, 1962